# História da Suméria

Mapa da Suméria

A História da Suméria, onde se incluem os períodos pré-históricos do período de al-Ubaid e do período de Uruque, abrange por volta do quinto milênio a.C. até o terceiro milênio a.C., terminando com a queda da Terceira dinastia de Ur por volta de 2 004 a.C., seguido por um período de transição dos estados amorita antes do surgimento da Babilônia no século XVIII a.C.. O primeiro assentamento no sul da Mesopotâmia foi Eridu. Os Sumérios acreditavam que sua civilização foi trazida, totalmente formada, para a cidade de Eridu por seu Deus Enqui ou por seu conselheiro (ou Abgallu, de ab=água, gal=grande, lu=homem), Adapa U-an (chamado "Oannes" por Beroso). As primeiras pessoas que colonizaram Eridu trouxeram consigo a cultura Samarra do norte da Mesopotâmia e são identificados com o período de al-Ubaide, mas não se sabe até que pontos estes primeiros colonos eram sumérios (associados posteriormente com o período de Uruque. A Lista Real Sumeriana é antigo texto sumério em língua suméria, com escrita cuneiforme, listando os reis da Suméria e de dinastias estrangeiras. Algumas das dinastias mais antigas são descritas em termos míticos; e apenas alguns dos nomes antigos foram autenticados através da arqueologia. A dinastia mais bem conhecida, a de Lagaxe, não e citada.

## Periodização
- Período de al-Ubaid: 5 300–4 000 a.C.
- Período de Uruque: 4 000–2 900 a.C.
  - Período Uruque XIV-V: 4 100–3 300 a.C.
  - Período Uruque IV: 3 300–3 100 a.C.
  - Uruque III = Período de Jemdet Nasr: 3 100–2 900 a.C.[1]
- Período pré-dinástico
  - Período da I Pré-Dinastia: 2 900–2 800 a.C.
  - Período da II Pré-Dinastia: 2 800–2 600 a.C.
  - Período da IIIa Pré-Dinastia: 2 600–2 500 a.C.
  - Período da IIIb Pré-Dinastia: ca. 2 500–2 334 a.C.
- Império Acádio: ca. 2 334–2 218 a.C.
- Período Gutiano: ca. 2 218–2 047 a.C.
- Terceira dinastia de Ur: ca. 2 047–1 940 a.C.

## Primeiras cidades-estados
Assentamentos urbanos permanentes durante todo o ano podem ter sido motivados por intensas práticas agrícolas. O trabalho exigido na manutenção dos canais de irrigação e o excedente resultante dos alimentos concentraram as populações. Os centros de Eridu e Uruque, duas das cidades mais antigas, tiveram  complexos de templos sucessivamente mais elaborados construídos por tijolos de lama. Desenvolvendo-se a partir de pequenos santuários com os primeiros assentamentos, pelo período da I Pré-Dinastia, haviam se tornado o centro da maioria das estruturas se impondo em suas respectivas cidades, cada um dedicada a seu respectivo deus próprio. Do sul para o norte, o principais templos-cidades, seu complexo de templo principal, e os deuses a que serviam, foram:
- Eridu, E-Abzu, Enqui
- Ur, Equisnugal, Nana (lua)
- Larsa, E-babbar, Utu (sol)
- Uruque, E-anna, Inana e An
- Bad-tibira, E-mush, Dumuzi e Inana
- Guirsu, E-ninnu, Ninguirsu
- Umma, E-mah, Shara (filho de Inana)
- Nipur, E-kur, Enlil
- Xurupaque, E-dimgalanna, Sud (variante de Ninlil, esposa de Enlil)
- Marad, E-igikalamma, Lugal-Marada (variante de Ninurta)
- Quis, ?, Ninursague
- Sipar, E-babbar, Utu (filho)
- Kutha, E-meslam, Nergal

Historiadores até recentemente concordam que antes de 3 000 a.C. a vida política da cidade era dirigida por um sacerdote-rei (Ensi) assistido por um conselho de anciões e era baseada nestes templos, mas alguns autores recentes tem afirmado que as cidades tiveram líderes seculares desde os tempos mais antigos. O desenvolvimento de um sofisticado sistema de administração levou a invenção da escrita de números por volta de 3 500 a.C. e a escrita ideográfica por volta de 3 000 a.C., a qual se desenvolveu na escrita logográfica por volta 2 600 a.C.

## Período pré-dinástico
No possivelmente mítico período pré-dinástico[carece de fontes?], a Lista Real Sumeriana mostra a passagem de poder de Eridu para Xurupaque no sul, até que uma inundação ocorreu, de onde foi realocado para a cidade de Quis mais ao norte do início do período protodinástico. A hegemonia, que veio a ser conferida aos sacerdotes de Nipur, alternou-se entre várias dinastias competindo entre si, advindas das cidades-estado sumerianas tradicionalmente incluindo Quis, Uruque, Ur, Adabe e Akshak, bem como algumas além do sul da Mesopotâmia, como Awan, Hamazi, e Mari, até os acadianos, sob Sargão da Acádia, tomarem a área. Arqueólogos confirmaram a presença de uma ampla camada de depósitos de lodo fluvial, logo após a Oscilação de Piora, interrompendo a sequência de residência, que deixou alguns pés de sedimento amarelo nas cidades de Xurupaque e Uruque e estendeu-se ao norte até Quis. A cerâmica policromada característica do período Nasr Jemdet (3 100−2 900 a.C.), abaixo da camada de sedimento foi seguido por artefatos de período protodinástico I acima da camada de sedimentos.